# Hustonville
Hustonville – miasto w Stanach Zjednoczonych, w stanie Kentucky, w hrabstwie Lincoln.